# Міжнародна конференція з суперкомп'ютерів
Щорічна Міжнародна конференція з суперкомп'ютерів (англ. International Supercomputing Conference) проводиться в Європі з 1986 року.
40-річна історія конференції починається від семінарів з суперкомп'ютерів у місті Майнгаймі, у Німеччині. Перший семінар (англ. Supercomputer Seminar, 1986 рік) організований за ініціативи професора Майнгаймського університету, доктора комп'ютерних наук Ганса-Вернера Мойєра (нім. Hans-Werner Meuer, 1930—2014). Учасниками першого семінару 1986 року стало близько 80 дослідників, викладачів та представників IT-індустрій.
Від 1993 року на семінарах (згодом — конференціях) називаються 500 найпотужніших комп'ютерних систем світу (ТОП500). Сучасну назву Міжнародна конференція з суперкомп'ютерів отримала від 2002 року. Конференція є одним із двох найавторитетніших щорічних заходів галузі, поряд із американською, що проводиться за кілька місяців до європейської, у листопаді (Конференція ACM/IEEE з суперкомп'ютерів).

## Останні місця проведення
| Рік  | Місце                  | Конференція                               |
| ---- | ---------------------- | ----------------------------------------- |
| 2015 | Франкфурт, Німеччина   | Міжнародна конференція з суперкомп'ютерів |
| 2014 | Лейпциг, Німеччина     | Міжнародна конференція з суперкомп'ютерів |
| 2013 | Лейпциг, Німеччина     | Міжнародна конференція з суперкомп'ютерів |
| 2012 | Гамбург, Німеччина     | Міжнародна конференція з суперкомп'ютерів |
| 2011 | Гамбург, Німеччина     | Міжнародна конференція з суперкомп'ютерів |
| 2010 | Гамбург, Німеччина     | Міжнародна конференція з суперкомп'ютерів |
| 2009 | Гамбург, Німеччина     | Міжнародна конференція з суперкомп'ютерів |
| 2008 | Дрезден, Німеччина     | Міжнародна конференція з суперкомп'ютерів |
| 2007 | Дрезден, Німеччина     | Міжнародна конференція з суперкомп'ютерів |
| 2006 | Дрезден, Німеччина     | Міжнародна конференція з суперкомп'ютерів |
| 2005 | Гайдельберг, Німеччина | Міжнародна конференція з суперкомп'ютерів |
| 2004 | Гайдельберг, Німеччина | Міжнародна конференція з суперкомп'ютерів |
| 2003 | Гайдельберг, Німеччина | Міжнародна конференція з суперкомп'ютерів |
| 2002 | Гайдельберг, Німеччина | Міжнародна конференція з суперкомп'ютерів |
| 1993 | Мангайм, Німеччина     | Семінар з суперкомп'ютерів у Мангаймі     |